# Слобода (Жмеринский район)
Слобода (укр. Слобода) — село в Жмеринском районе Винницкой области Украины.
Население по переписи 2001 года составляет 57 человек. Занимает площадь 0,34 км².

## Адрес местного совета
23112, Винницкая область, Жмеринский р-н, с. Почапинцы, ул. Садовая, 1